# Vittoria Michitto

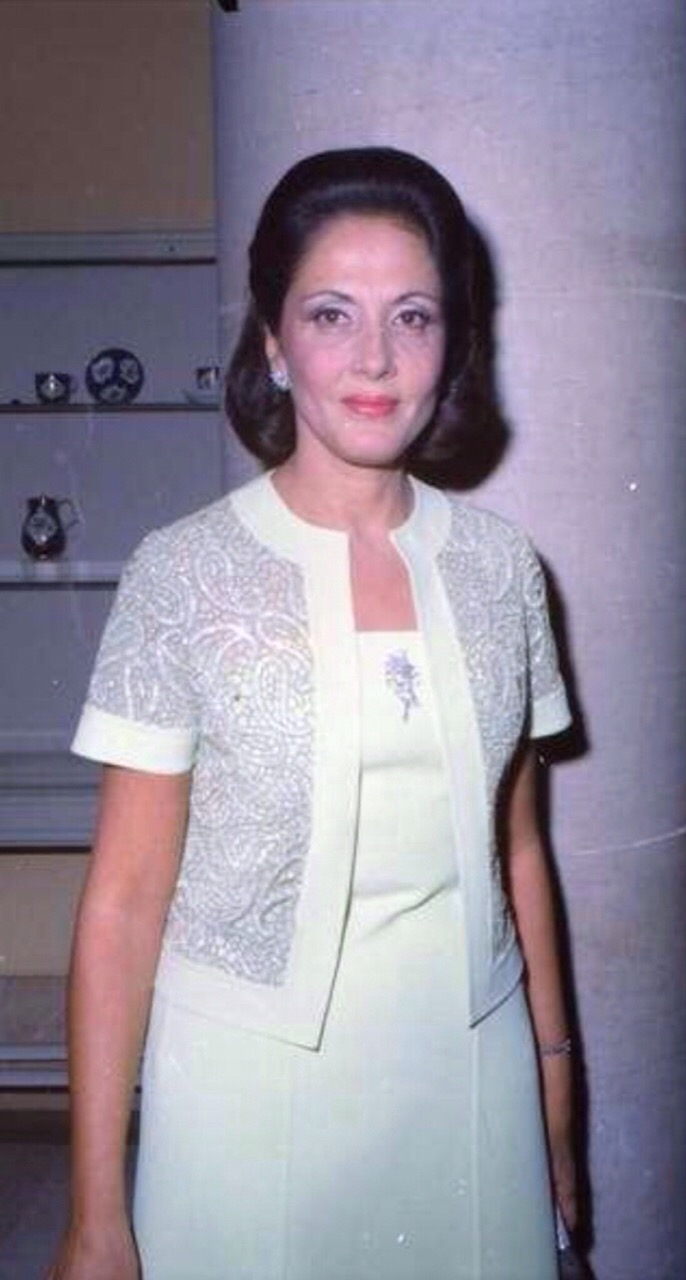
Vittoria Michitto nel 1974

Vittoria Michitto, vedova Leone (Caserta, 15 luglio 1928), è la vedova dell'ex presidente della Repubblica Italiana Giovanni Leone.

## Biografia

### Infanzia
Vittoria Michitto nacque il 15 luglio 1928 a Caserta da famiglia alto borghese (il padre era un importante medico), di lontana origine inglese: il nonno materno del padre, architetto botanico, giunse nella città campana per progettare i giardini all'inglese della reggia borbonica.

### Matrimonio

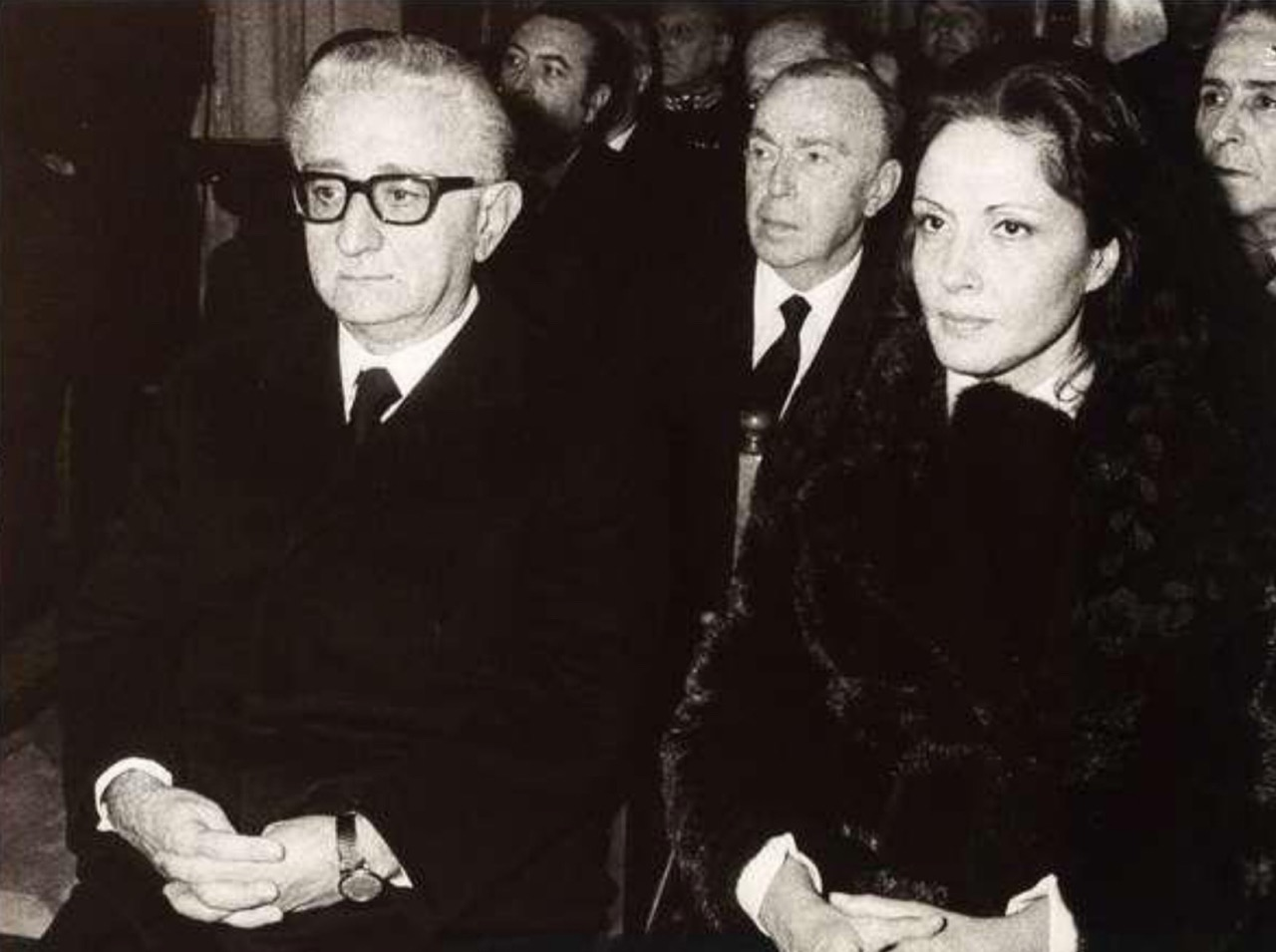
Vittoria Michitto e Giovanni Leone nella Basilica di Santa Maria degli Angeli a Roma

Nel 1945 conobbe Giovanni Leone, allora professore universitario. I due si sposarono il 15 luglio dell'anno successivo, giorno del diciottesimo compleanno di Vittoria.

### A Palazzo Chigi
Nell'estate 1963 Leone divenne Presidente del Consiglio, e in tale veste accolse con la moglie il presidente Kennedy, giunto in luglio in visita di Stato a Napoli e Roma, pochi mesi prima di venire assassinato a Dallas. Il fascino di Vittoria Leone colpì anche il presidente statunitense, il quale, trovandosela a fianco a cena, le disse: "Ah, è lei Vittoria Leone? Adesso capisco il successo di suo marito". La futura first lady italiana ribatté: "Thank you Mister President, ma lei forse non conosce le qualità di mio marito".

### Al Quirinale

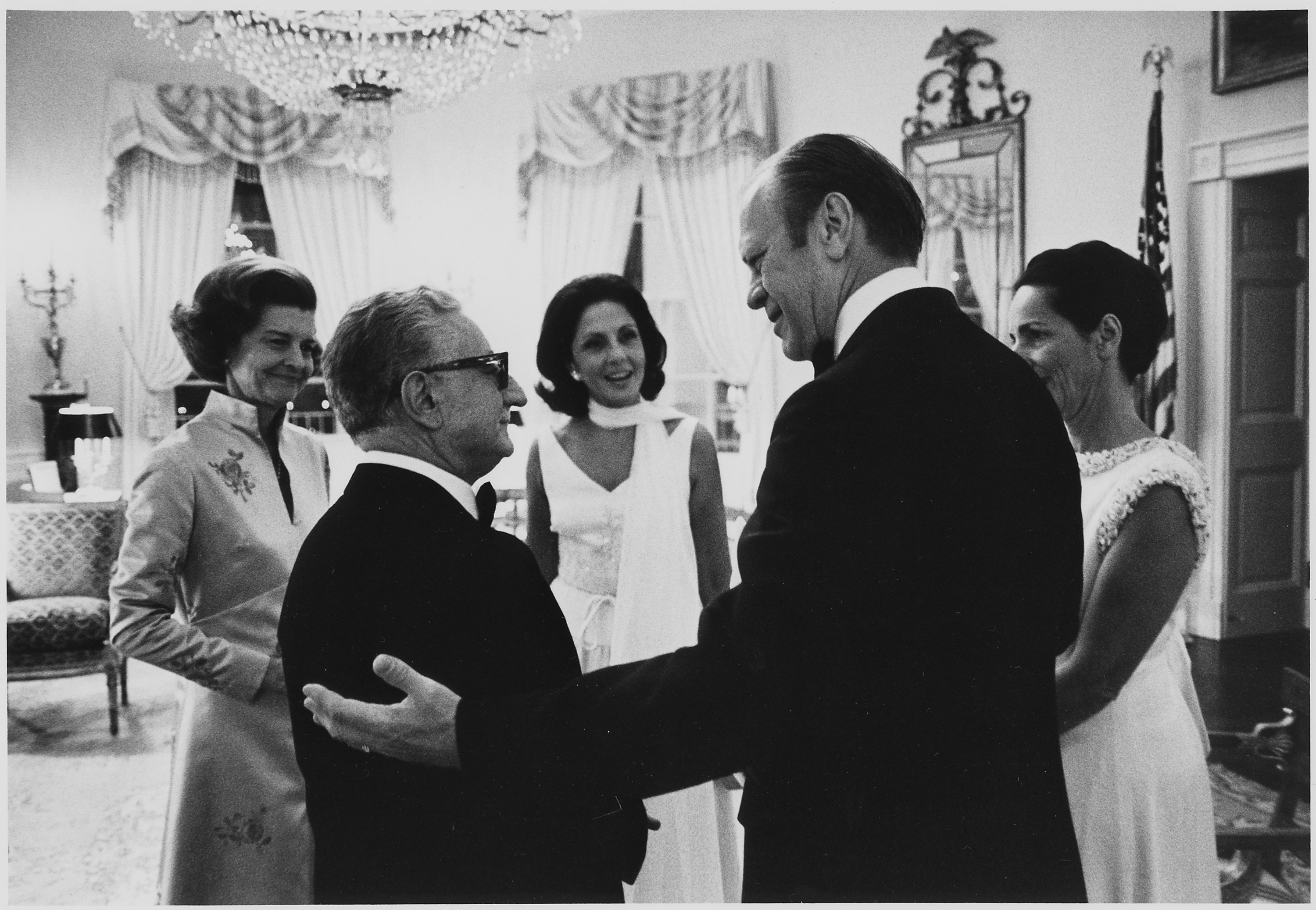
Vittoria Michitto e il presidente Giovanni Leone con il presidente americano Gerald Ford e la first lady Betty Ford nel 1974

Nel 1971 Leone venne eletto Presidente della Repubblica Italiana. Donna Vittoria, come venne presto soprannominata dalla stampa, ricoprì il suo ruolo di consorte in modo particolarmente attivo, accompagnando il marito in ogni uscita pubblica. In ciò si discostò notevolmente dalle precedenti inquiline del Quirinale, tanto da venire considerata la prima vera first lady dell'Italia repubblicana. Così la descrive la giornalista Angela Frenda: «Bella, sopracciglia sempre curate, abiti di alta sartoria, capelli neri raccolti in disciplinati chignon. Era nota per non affrontare un viaggio senza estetista e parrucchiere al seguito». 
Accompagnò il marito in numerose visite di Stato, incontrando, tra gli altri, Gerald Ford, Leonid Brežnev, Georges Pompidou, Juan Domingo Perón, lo scià Mohammad Reza Pahlavi, il principe Ranieri III di Monaco e il re Baldovino del Belgio.
Ammirata per la sua eleganza e avvenenza, venne tuttavia fatta bersaglio di numerose illazioni in merito alla propria vita privata, nell'ambito di una più ampia campagna stampa volta a screditare il presidente Leone, che infine si dimetterà nel 1978 travolto dallo scandalo Lockheed. Subì inoltre critiche da parte della sinistra, che la accusava di aver trasformato il Quirinale in una reggia.

## Nel caso Moro
In un'intervista rilasciata al Corriere della Sera e pubblicata il 5 ottobre 2019, Vittoria Michitto ha dichiarato di aver ricevuto, nei giorni del sequestro di Aldo Moro, una lettera anonima recante l'indirizzo del covo brigatista. Ne diede comunicazione al Ministero dell'interno, venendo però ignorata.

## Discendenza

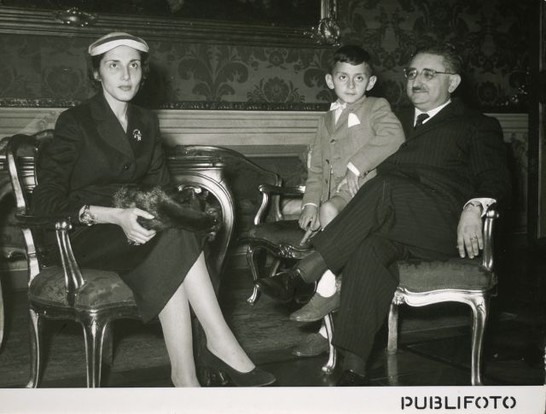
Vittoria Michitto con il marito Giovanni Leone e il figlio Mauro, 1955

Donna Vittoria Michitto e il presidente Giovanni Leone ebbero quattro figli:
- Giulio, morto di difterite all'età di 5 anni[2]
- Mauro
- Paolo
- Giancarlo